# Весингтон Спрингс (Јужна Дакота)
Весингтон Спрингс (енгл. Wessington Springs) град је у америчкој савезној држави Јужна Дакота.

## Демографија
По попису из 2010. године број становника је 956, што је 55 (-5,4%) становника мање него 2000. године.
| Група             | 2000.       | 2010.       |
| Белци             | 998 (98,7%) | 942 (98,5%) |
| Афроамериканци    | 0 (0,0%)    | 0 (0,0%)    |
| Азијати           | 2 (0,2%)    | 3 (0,3%)    |
| Хиспаноамериканци | 3 (0,3%)    | 6 (0,6%)    |
| Укупно            | 1.011       | 956         |